# Ремез-Нотре-Даме
Ремез-Нотре-Даме (итал. Rhêmes-Notre-Dame) је насеље у Италији у округу Долина Аосте, региону Долина Аосте.
Према процени из 2011. у насељу је живело 112 становника. Насеље се налази на надморској висини од 1725 м.

## Становништво
Према резултатима пописа становништва 2011. у општини је живело 114 становника.
| 1931. | 1936. | 1951. | 1961. | 1971. | 1981. | 1991. | 2001. | 2011. |
| ----- | ----- | ----- | ----- | ----- | ----- | ----- | ----- | ----- |
| 133   | 129   | 123   | 90    | 99    | 90    | 92    | 112   | 114   |

## Партнерски градови
- Солароло (Равена)